# Borgå å

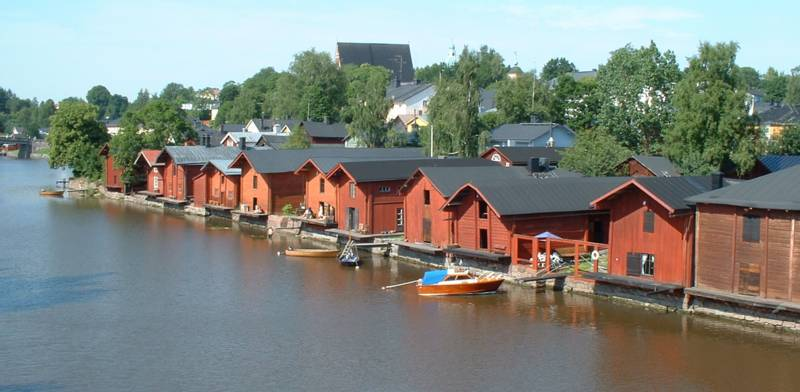
Borgå å flyter genom Borgå.

Borgå å (finska: Porvoonjoki) är ett 143 km långt vattendrag som rinner ut i Finska viken vid Borgå i landskapet Nyland i Finland.
Den har sitt källflöde i Salpausselkä-åsens sluttningar i Hollola kommun, gör en sväng genom Lahtis-bygdens södra delar, strömmar sedan söderut genom tätbebyggda trakter för att till slut mynna ut i Stadsfjärden vid Borgå. Längs ån finns rikligt med forsar och ett antal mindre vattenkraftverk.